# Biseksualno brisanje
Biseksualno brisanje ili biseksualna nevidljivost tendencija je ignoriranja, uklanjanja, krivotvorenja ili ponovnog objašnjenja dokaza o biseksualnosti u povijesti, akademskoj zajednici, vijestima i drugim primarnim izvorima. U svom najekstremnijem obliku, biseksualno brisanje može uključivati uvjerenje da sama biseksualnost ne postoji.
Biseksualno brisanje može uključivati tvrdnju da su sve biseksualne osobe u fazi i uskoro će odabrati stranu, bilo heteroseksualnu ili homoseksualnu. Jedan od razloga za to je uvjerenje da su biseksualne osobe izrazito neodlučne. Grubo lažno predstavljanje biseksualnih osoba kao hiperseksualnih brišu seksualnost biseksualnih osoba, učinkovito brišući i njihov pravi identitet. Biseksualno brisanje također je često manifestacija bifobije, iako ne uključuje nužno otvoreni antagonizam. Biseksualno brisanje često rezultira biseksualnim osobama koje se identificiraju doživljavaju razne nepovoljne društvene susrete, jer se moraju ne samo boriti s pronalaženjem prihvaćanja u društvu već i unutar LGBT zajednice.
Druga uobičajena varijanta biseksualnog brisanja uključuje prihvaćanje biseksualnosti kod žena, dok se umanjuje ili odbacuje valjanost biseksualnog identiteta kod muškaraca.
Sve je veća uključenost i vidljivost biseksualaca, posebno u LGBT zajednici.

## Motivacija

### Općenito
Prema znanstveniku Kenjiju Yoshinu, postoje tri glavne investicije koje motiviraju i samoidentificirane homoseksualce i heteroseksualce da izbrišu biseksualnost iz LGBT kulture. Prva od ovih motivacija je stabilizacija seksualne orijentacije, za koju se tvrdi da oslobađa ljude od tjeskobe zbog mogućeg ispitivanja njihove seksualne orijentacije. Ova motivacija pojačava uvjerenje da su biseksualci jednostavno neodlučni u vezi sa svojom biseksualnošću i da su u osnovi homoseksualni ili heteroseksualni, a izolira, marginalizira i čini biseksualce nevidljivima unutar LGBT zajednice. Druga motivacija je održavanje važnosti roda, koji se smatra erotski bitnim za homoseksualce i heteroseksualce, dok biseksualnost čini se da osporava ovaj pojam. Treća motivacija je održavanje monogamije budući da je mainstream američka kultura preferira par ili vezu. Međutim, homoseksualci i heteroseksualci obično smatraju da su biseksualci "suštinski" nemonogamni. Juana Maria Rodriguez dodaje Yoshinovoj argumentaciji i tvrdi da biseksualnost ruši tradicionalna shvaćanja seksualnosti i binarnosti spolova. Dakle, pojedinci se iu dominantnoj kulturi iu queer zajednici opiru biseksualnosti.
U članku iz 2010. napisanom za desetu godišnjicu Yoshinova djela, Heron Greenesmith tvrdi da je biseksualnost inherentno nevidljiva u zakonu, čak i izvan dosega namjernog brisanja. Prvo, kaže da je to zato što je biseksualnost pravno irelevantna za tužitelje za koje se pretpostavlja da su heteroseksualni ili homoseksualni, osim ako nisu outani, a drugo, kada je biseksualnost pravno relevantna, briše se u pravnoj kulturi jer komplicira pravne argumente koji ovise o binarnom rodu priroda spolnosti.
Američka psihologinja Beth Firestone piše da je otkako je napisala svoju prvu knjigu o biseksualnosti, 1996. godine, "biseksualnost stekla vidljivost, iako je napredak neujednačen i svijest o biseksualnosti još uvijek je minimalna ili je nema u mnogim udaljenijim regijama naše zemlje i na međunarodnoj razini".

### Motivacija muškaraca
Richard C. Friedman, akademski psihijatar koji se specijalizirao za psihodinamiku homoseksualnosti, u svom eseju "Negiranje u razvoju homoseksualnih muškaraca" piše da su mnogi homoseksualni muškarci iskusili seksualne maštarije o ženama ili da su imali seksom sa ženama i da su mnogi muškarci ravnopravni su iskusili seksualne fantazije o muškarcima ili su se seksali s muškarcima. Iako su biseksualni u maštariji i aktivnostima, ti se muškarci prije identificiraju kao "homoseksualci" ili "ravni", nego kao biseksualci. To brisanje biseksualnosti ponekad je uzrokovano poricanjem značaja erotskog susreta radi održavanja čovjekova seksualnog identiteta i osjećaja zajednice; muškarac može umanjiti seksualne maštarije ili susrete sa ženom kako bi zadržao svoj identitet "homoseksualca" i svoje članstvo u homoseksualnoj zajednici, ili muškarac može umanjiti činjenicu da je imao seksualne maštarije ili susrete s muškarcem kako bi zadržao svoj status heteroseksualni muškarac u heteronormativnom društvu.
Pišući za Bisexual.org, autor i kolumnist Zachary Zane navodi studiju koja pokazuje da je 20,7% muškaraca izjašnjenih kao heteroseksualci gledalo homoseksualnu pornografiju, a 7,5% je izvijestilo da je imalo spolni odnos s muškarcem u posljednjih šest mjeseci, dok je 55% homoseksualno identificiranih muškaraca gledalo heteroseksualna pornografija i 0,7% je izjavilo da je imalo spolni odnos sa ženom u posljednjih šest mjeseci. Tvrdi da su neki direktno identificirani muškarci zapravo homoseksualci ili biseksualci, ali brišu svoju biseksualnost zbog internalizirane bifobije i poricanja da polažu pravo ime identiteta. Ističući da je većina homoseksualno identificiranih muškaraca gledala heteroseksualnu pornografiju, ali malo ih je koji su nedavno imali heteroseksualni seks, sugerira da mnogi samoidentificirani homoseksualci imaju seksualne fantazije o ženama i da bi u idealnom svijetu bili otvoreno biseksualni i slobodno istraživali seks sa ženama, ali društvo pritišće homoseksualce da "odaberu stranu" pa su ti muškarci "naknadno odabrali biti homoseksualci".
Biseksualna autorica i aktivistica Robyn Ochs ustvrdila je da su homoseksualci manje posesivni prema svojoj "gay" etiketi nego što su to lezbijke. Tvrdi da je manje neprijateljstva prema biseksualnim muškarcima koji se identificiraju kao homoseksualci od biseksualnih žena koje se identificiraju kao lezbijke, postoji velika količina seksualne fluidnosti između homoseksualnih muškaraca i biseksualnih muškaraca, te da posljedično više homoseksualno identificiranih muškaraca otvoreno priznaje da ih privlači i seks sa ženama. Međutim, Ochs također tvrdi da se mnogi biseksualni muškarci identificiraju kao homoseksualci kako bi se politički uskladili s homoseksualnom zajednicom. Kaže kako, budući da je homoseksualcima muškarcima teško izaći, mnogi ne žele izaći drugi put kao biseksualci; postojanje muške biseksualnosti može biti prijetnja nekim homoseksualcima jer povećava mogućnost da bi i sami mogli biti biseksualci.
Gay muški aktivist Carl Wittman, pišući u svom "Izbjeglicama iz Amerike: Gay manifest", tvrdio je da bi se gej muškarci trebali identificirati kao "gay", a ne kao "biseksualni", čak i ako spavaju sa ženama. Navodeći da bi homoseksualci muškarci trebali postati biseksualni tek kada društvo prihvati homoseksualnost, napisao je da:

## U heteroseksualnim i LGBT zajednicama
Heteroseksualni i homoseksualni ljudi koji se bave biseksualnim brisanjem mogu tvrditi da su biseksualni ili isključivo homoseksualni (homoseksualci / lezbijke) ili isključivo heteroseksualni, Homoseksualci ili lezbijke u ormaru koji žele izgledati heteroseksualno, ili su heteroseksualci koji eksperimentiraju s njihovom spolnošću. Uobičajena manifestacija biseksualnog brisanja je tendencija da se biseksualci nazivaju heteroseksualcima kada su u intimnoj vezi s osobama suprotnog spola i da se označavaju kao homoseksualci kada su u vezi s osobama istog spola.
Biseksualno brisanje može proizaći iz uvjerenja da biseksualna zajednica ne zaslužuje jednak status ili uključenost u homoseksualne i lezbijske zajednice. To može imati oblik izostavljanja riječi biseksualac u ime organizacije ili događaja koji služi cijeloj LGBT zajednici, uključujući je i kao "dvoseksualnu", što implicira da postoje samo dvije autentične seksualne orijentacije ili tretiranje teme biseksualnosti na pogrdan način.
Povijesno gledano, biseksualne su žene lezbijske feminističke krugove svoju seksualnost označavale kao "apolitični policajac". Biseksualne žene smatraju se "nedovoljno radikalnima" zbog privlačnosti cisgender muškaraca. Rodriguez tvrdi da su mnoge lezbijke biseksualnost smatrale antifeminističkom zbog impliciranih "želja za prodorom, seksualnom dominacijom i pokornošću" i rodnih uloga. Klevetanje biseksualaca i brisanje od strane zajednice možda danas nisu toliko otvoreni i rašireni, ali identificiranje biseksualnih osoba još uvijek može dovesti do isključenja i brisanja u mnogim lezbijskim zajednicama.
Godine 2013. studija objavljena u časopisu  Bisexuality anketirala je trideset ljudi koji su se identificirali kao dio lezbijskih, homoseksualnih, queer ili biseksualnih zajednica i njihova pojedinačna iskustva s izlascima. Deset od tih ljudi izjavilo je da su prvo zatražili etiketu biseksualnosti, a kasnije su ponovno izašli kao lezbijke, homoseksualci ili queer. Teorija koja se pojavila u ovom istraživanju uvela je koncept "queer apologetike", u kojem se pokušava pomiriti njihova istospolna privlačnost sa socijalnom normom heteroseksualnosti.
Biseksualci su zanemareni u raspravi o istospolnim brakovima: Tamo gdje su istospolni brakovi ilegalni, oni koji za njega vode kampanje nisu uspjeli naglasiti nedosljednosti bračnih zakona koji se tiču biseksualaca, čije pravo na brak ovisi isključivo o spolu njihova partnera. Drugo, kada su dostupni istospolni brakovi, biseksualni će se partner obično nazivati lezbijom ili homoseksualcem. Primjerice, jedna od prvih osoba koja je sudjelovala u istospolnom braku u Americi, Robyn Ochs, u medijima je naveliko nazivana lezbijkom, unatoč tome što se u intervjuima identificirala kao biseksualna.
Mnogo godina, Književne nagrade Lambda nisu imale kategoriju za biseksualna književna djela, koja je konačno uspostavljena 2006. nakon lobiranja od strane BiNet SAD. Iako su neka djela vezana za biseksualnost, poput antologije Bi Any Other Name: Bisexual People Speak Out, bila nominirana za nagrade prije stvaranja biseksualnih kategorija, natjecali su se u gay ili lezbijskim kategorijama.

## U akademskoj zajednici

### Teorijski okviri
Razvijeni su alternativni pristupi konceptu biseksualnosti koji proširuju definiciju seksualnog identiteta prema van s "ovog ili onog" mentaliteta na "taj i onaj" mentalitet. Jenée Wilde iznosi ideju onoga što naziva "dimenzionalnom seksualnošću" u članku za Sexual and Relationship Therapy, teoretski okvir u kojem spol nije primarni faktor seksualne privlačnosti, već je jedna od mnogih osi. Te druge osi privlačenja mogu uključivati želju za monogamijom ili poliamorijom i fluidnost želje za različitim spolovima u partneru tijekom vremena. Wilde koristi svoj okvir da proširi ljestvicu seksualnog identiteta s jednostavnog binarnog spektra s "mono-seksualnog" na "biseksualni" i da uspostavi odnose između tih identiteta; ti odnosi ne bi otuđili pojedince bez ijednog "fiksnog predmeta" privlačenja.
Stajališta poput Wildea primijenili su znanstvenici poput Laure Erickson-Schroth i Jennifer Mitchell na dijelove pop-kulture i književnosti; Steven Angelides je također napisao knjigu o mjestu biseksualnosti u istraživanju i društvenoj svijesti kroz povijest, koristeći sličan okvir. Oba djela imaju za cilj postići inkluzivnije čitanje seksualnosti i omogućiti ponovno određivanje književnih ličnosti i stvarnih ljudi kao biseksualnih, umjesto da nastave s pretpostavkom da je bilo koja istopolna aktivnost, eksplicitna ili implicirana, homoseksualna i bilo koja suprotna rodna aktivnost heteroseksualna.
Primjer gledišta sličnog Wildeovom jest čitanje DS Neffa hodočašća Childe Harolda lorda Byrona, kojemu je pjesma dvosmislena u spominjanju "konkubina i tjelesnih društava", kao i kasnijih dijelova djela; Neff smatra da su ove dvosmislenosti implikacije koje je glavni junak imao i ljubavnike i muške i ženske. Ovaj biseksualni prikaz podržan je Byronovim stvarnim interakcijama s ljubiteljima više spolova i kulturom njegovih književnih podružnica u Cambridgeu, odobravajući te interakcije usred moralne panike 19. stoljeća oko želja istog spola.
Članak Erickson-Schroth i Mitchell iz 2009. u Journal of Bisexuality izvodi sličnu analizu Napisanih na tijelu Jeanette Winterson i Zdenaca usamljenosti Radclyffea Halla; tvrdnja koja stoji iza rada ovih znanstvenika jest da je biseksualno iskustvo postojalo kroz povijest čovječanstva, i premda je tek nedavno priznato čak i u queer i LGBT krugovima, ni na koji način nije isključivo suvremena pojava.
Postoje i interpretacije literature koje se usredotočuju na simboličke izraze biseksualnosti, a ne na njegovo izričito spominjanje. Analiza Linde K. Hughes iz " Životne drame " Alexandera Smitha tvrdi da netipična priroda heteroseksualnih udvaranja u pjesmi stoji na mjestu romanse između "intimnog prijateljstva" glavnog junaka s drugim muškarcem. Druge analize koriste se podtekstualnim praksama i uobičajenim aluzijama iz viktorijanskog razdoblja / 19. stoljeća koje su se odnosile na biseksualnost ili homoseksualnost kako bi se pokazala prisutnost biseksualnih tema u Drakuli Brama Stokera i The Turn of the Screw Henryja Jamesa.

### U akademskoj literaturi
Biseksualne osobe uglavnom su zanemarene u akademskoj literaturi. Hemmings tvrdi da je biseksualno brisanje neophodno u queer studijama kako bi lezbijke i homoseksualci ostali glavni subjekti proučavanja. Biseksualci su često uključeni u okvir LGBT + u akademske studije. Međutim, nedostaju podaci specifični za biseksualce. Povijesno gledano, znanstvenici su počeli proučavati biseksualce u vezi s HIV-om i AIDS-om. Ova su istraživanja pridonijela mitologiji da biseksualci imaju veće šanse za prijenos HIV-a i AIDS-a.

### U školama
Više škola podučava o heteroseksualnosti i homoseksualnosti, a ne samo o heteroseksualnosti. Podrška homoseksualcima i lezbijkama došla je u javne škole u obliku homoseksualnih saveza (GSA). Prema Johnu Eliji, to može naštetiti studentima koji se ne identificiraju ni s jednom od tih seksualnosti. Melissa Smith i Elizabethe Payne navode da postoji nekoliko slučajeva kada su fakulteti šutjeli kad je riječ o nasilju nad LGBTQ studentima.

## Medijski prikaz

### Općenito
Neki su mediji biseksualna ponašanja u drevnim i nezapadnjačkim kulturama, poput drevne grčke pederastije ili indijanskih dvoduhova, prikazivali kao dokaz da je homoseksualnost bila široko prihvaćena u drugim vremenima i kulturama, iako je može se smatrati i dokazom postojanja i prihvaćanja biseksualnosti.
I u homoseksualnim i u mainstream medijima pojedinci koji su svoj seksualni identitet zadržali nepoznatima prikazani su ili kao homoseksualci (ako su muškarci) ili kao otvoreni (ako su žene) kad su se upuštali u romantične ili seksualne veze s muškarcima i ženama. Isto se dogodilo čak i s ljudima koji su se otvoreno identificirali kao biseksualci. Brak Ani DiFranco iz 1998. s Andrewom Gilchristom u gay i mainstream medijima prikazan je kao da se odriče lezbijstva, iako je bila biseksualna od samih početaka svoje karijere. Madonna se u intervjuima nazivala biseksualkom i često se bavila javnim djelima istospolne intimnosti s drugim ženskim slavnim osobama, ali mediji je obično prikazuju kao heteroseksualnu ženu koja se u lezbejskim slikama baci zbog čistog šoka, uz bilo kakvu mogućnost da bi mogla biti istinski biseksualac u cijelosti snižen. Lady Gaga u medijima je ponekad etiketirana ili kao "homoseksualna" ili "heteroseksualna", iako se javno identificirala kao biseksualna. Freddieja Mercuryja, koji je prema nekrolozima bio "samo priznati biseksualac", mainstream mediji često prikazuju kao homoseksualca.
Mediji u obje zajednice također se često pozivaju na "homoseksualnu i lezbijsku" zajednicu, ignorirajući biseksualne i / ili transrodne osobe. Bilo je i primjera da se mediji pozivaju na probleme "lezbijki, homoseksualaca i transrodnih osoba", a istovremeno isključuju ili ignoriraju biseksualce.
Biseksualne žene podložne su hipervidljivosti i brisanju. Biseksualne su žene previše zastupljene u pornografiji, reality televiziji i glazbenim video spotovima kao dio muškog pogleda. Međutim, nedostaju reprezentacije biseksualnih žena kao agentica u njihovoj seksualnosti. Brisanje seksualnih odnosa s biseksualnim obojenim ženama prevladava i u medijima. Biseksualnost stereotipno podrazumijeva osjećaj nekontrolirane seksualne želje; to se zatim pojačava za žene u boji koje su već hiperseksualizirane.
Godine 2013., britanski olimpijski ronilac Tom Daley, izašao je kao biseksualac. Nekoliko medijskih izvora podržalo je njegovu odluku da svijetu kaže o svojoj seksualnosti, ali označili su ga kao "homoseksualca", umjesto kao biseksualca.

### Televizija
Dana 30. prosinca 2009. MTV je premijerno izveo svoju 23. sezonu emisije Stvarni svijet, kojoj su sudjelovale dvije biseksualne sudionice, Emily Schromm, i Mike Manning. Iako se sam Manning identificira kao biseksualac, mnogi blogeri i komentatori na blogovima tvrdili su da je gay. Nadalje, dok je MTV Aftershow iza kulisa i sljedeći intervju otkrili da su i Manning i Schromm imali susreta i s muškarcima i sa ženama dok su bili u emisiji, emisija je uređivana tako da izgleda kao da su bili samo s muškarcima.

## Zakoni

### SAD
Pojedinci koji se identificiraju kao biseksualni izuzeti su iz razgovora koji se tiču LGBT prava i parnica. Primjeri uključuju ranu upotrebu izraza "homoseksualni brak" za razliku od "istospolnog braka" ili "ravnopravnost braka", kao i nepriznavanje biseksualnosti u podnescima ili mišljenjima koja su donosili sudovi. Pronađeno je istraživanje relevantne terminologije u slučajevima LGBT prava, isključujući kratko razdoblje u povijesti Vrhovnog suda SAD-a kada su se biseksualci spominjali zajedno s homoseksualcima i lezbijkama, biseksualnost nije spomenuta u mišljenjima Vrhovnog suda niti u kratkim informacijama u glavnim slučajevima LGBT prava, koji homoseksualce i lezbijke često opisuju kao isključivo pogođene diskriminacijom zbog seksualne orijentacije.
Iako su sudovi počeli sve više upotrebljavati izraz istospolni u parnicama koje uključuju seksualne manjinske skupine, ovaj se izraz i dalje koristi naizmjenično s homoseksualcima, lezbijkama i homoseksualcima, čime se briše biseksualni kontingent. Nancy Marcus poziva se monumentalni slučaj Obergefell v. Hodges koji daje prava istospolnih brakova kao primjer gotovo potpunog brisanja biseksualnosti unatoč naporima, uključujući podneske Vrhovnog suda i kontakt pravnog tima tužitelja, od strane pravnih organizacija poput BiLawa. To je važno u američkom pravnom sustavu kada se zakon razvija kroz sudsku praksu, jer nepominjanje biseksualnih identiteta u pravnim odlukama podrazumijeva "sekundarni" status biseksualaca u LGBT zajednici, pri čemu se čini da pravosuđe daje imprimatura isključivanju biseksualaca na manji ili potpuno zanemaren status.
Marcus navodi da nerazumijevanje i brisanje biseksualnosti unutar američkog pravnog sustava rezultira opipljivom štetom za biseksualne parnične stranke, uključujući povećanu vjerojatnost gubitka roditeljskih prava i vjerojatnost odbijanja azila iz zemalja protiv LGBT zajednice. Problemi oko skrbništva nastaju zbog uvjerenja da su biseksualne osobe previše nestabilne da bi bile roditelji, dok se na biseksualce koji traže azil iz neprijateljski raspoloženih LGBT osoba promatra sumnjičavo, uključujući i nedovoljnu homoseksualnost. To je zbog uobičajene pretpostavke unutar pravne zajednice da osoba može biti legitimno privučena samo jednom spolu; stoga će se biseksualni tražitelj azila vjerojatnije smatrati prijevarom.

## Vanjske poveznice
- Bisexual Literature at glbtq.com (2002)
- Bisexuality  Arhivirana inačica izvorne stranice od 15. kolovoza 2017. (Wayback Machine) at Human Rights Campaign